# Brucknerallee 19 (Mönchengladbach)

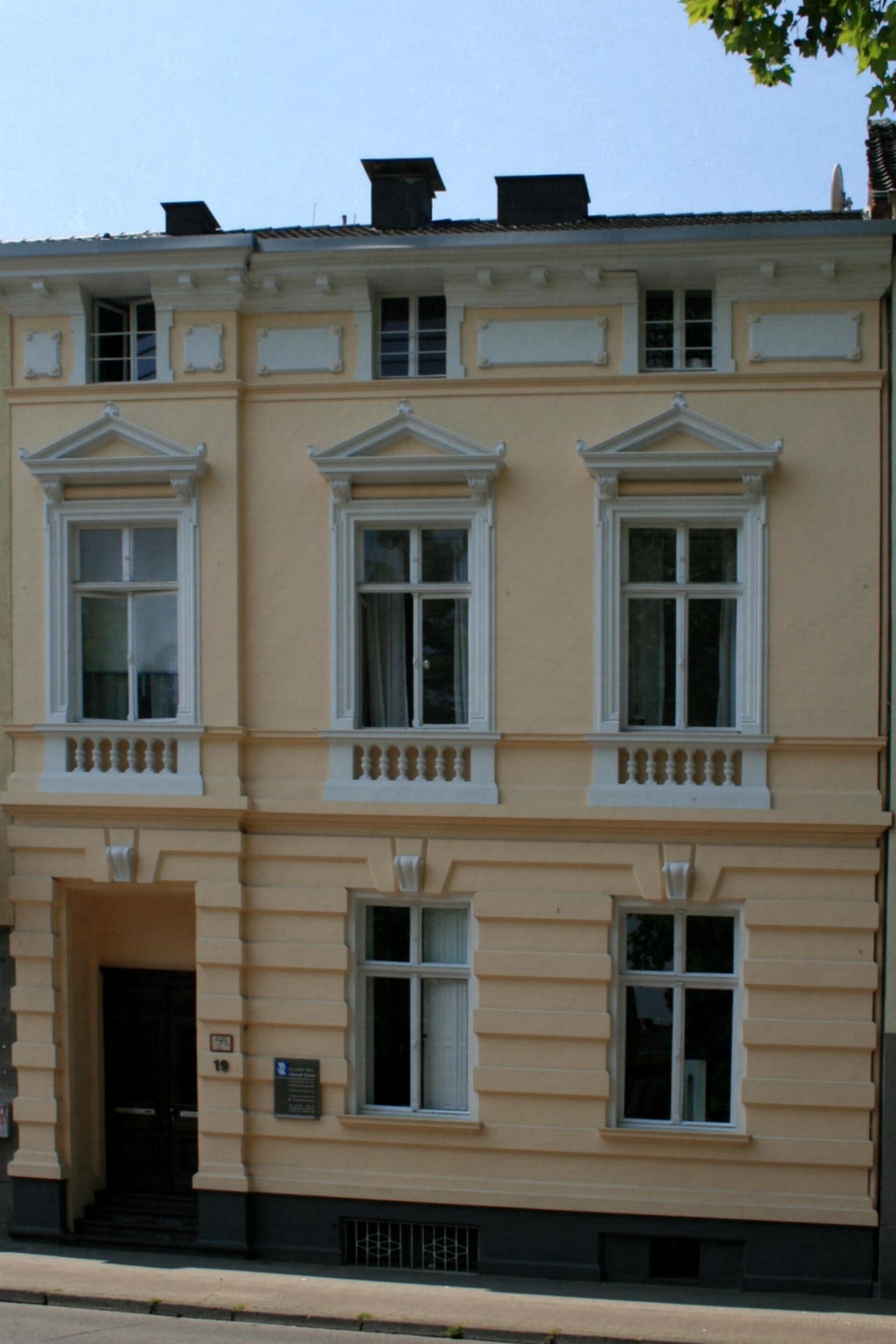
Wohnhaus (2010)

Das Wohnhaus Brucknerallee 19 steht im Stadtteil Rheydt in Mönchengladbach (Nordrhein-Westfalen).
Das Gebäude wurde 1885 erbaut. Es ist unter Nr. B 079 am 6. Mär. 1989 in die Denkmalliste der Stadt Mönchengladbach eingetragen worden.

## Architektur
1885 wurde das Haus Nr. 19 als typisches rheinisches Dreifensterhaus errichtet. Die verputzte Fassade hebt die Eingangsachse (Risalit) und die Fenster des ersten Stocks (Blendbahnstrade für die Fensterbrüstung, ädikulaähnliche Rahmung und Ziergiebel mit Akroterien und Volutenkonsolen) hervor. Im Erdgeschoss des Anbaus befanden sich „Wiegkammer und Comptoir“, im Dachgeschoss „Lager und Scheerkammer“ (Bauakten). 1927/29 wurde der Anbau vergrößert. Heute wird das Haus für Wohn- und Gewerbezwecke genutzt.
Der Typ dieses Hauses ist in Rheydt noch zahlreich vertreten, aber dieser Bau dokumentiert die Entwicklung der Brucknerallee und ist deshalb aus städtebaulichen Gründen erhaltenswert.